# Alcopop

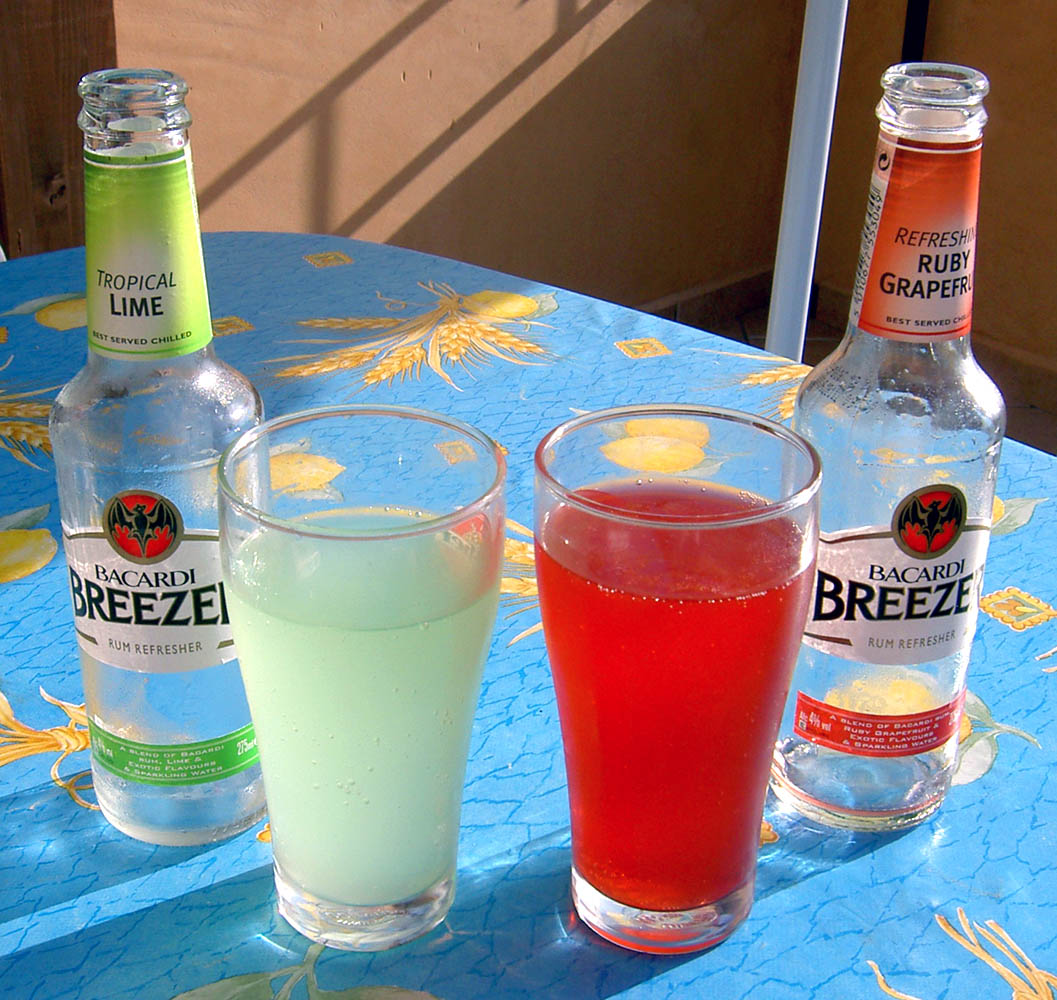
Il Bacardi Breezer è un esempio di alcopop

Un alcopop è una bevanda a base di succhi di frutta o altri aromi e dal basso tenore alcolico. Gli alcopop non sono classificabili all'interno dei sette gruppi fondamentali degli alimenti elaborati grazie alla collaborazione tra l'Istituto nazionale di ricerca per gli alimenti e la nutrizione e la SINU – Società Nutrizione Umana.

## Storia
I primi alcopop venivano prodotti negli USA durante gli anni 1980, e comprendono una bevanda zuccherata della Bartles e Jaymes così come i Bacardi Breezer, lanciati alla fine del decennio. Intorno alla metà degli anni 1990, gli alcopop divennero una moda fra i giovani. Dal momento che presentano colori vivaci che possono catturare l'attenzione dei giovani e hanno una bassa gradazione alcolica, gli alcopop sono stati criticati dagli esperti e considerati dei "gateway del consumo precoce" di alcol.